# Cornelis Pietersz. Bega

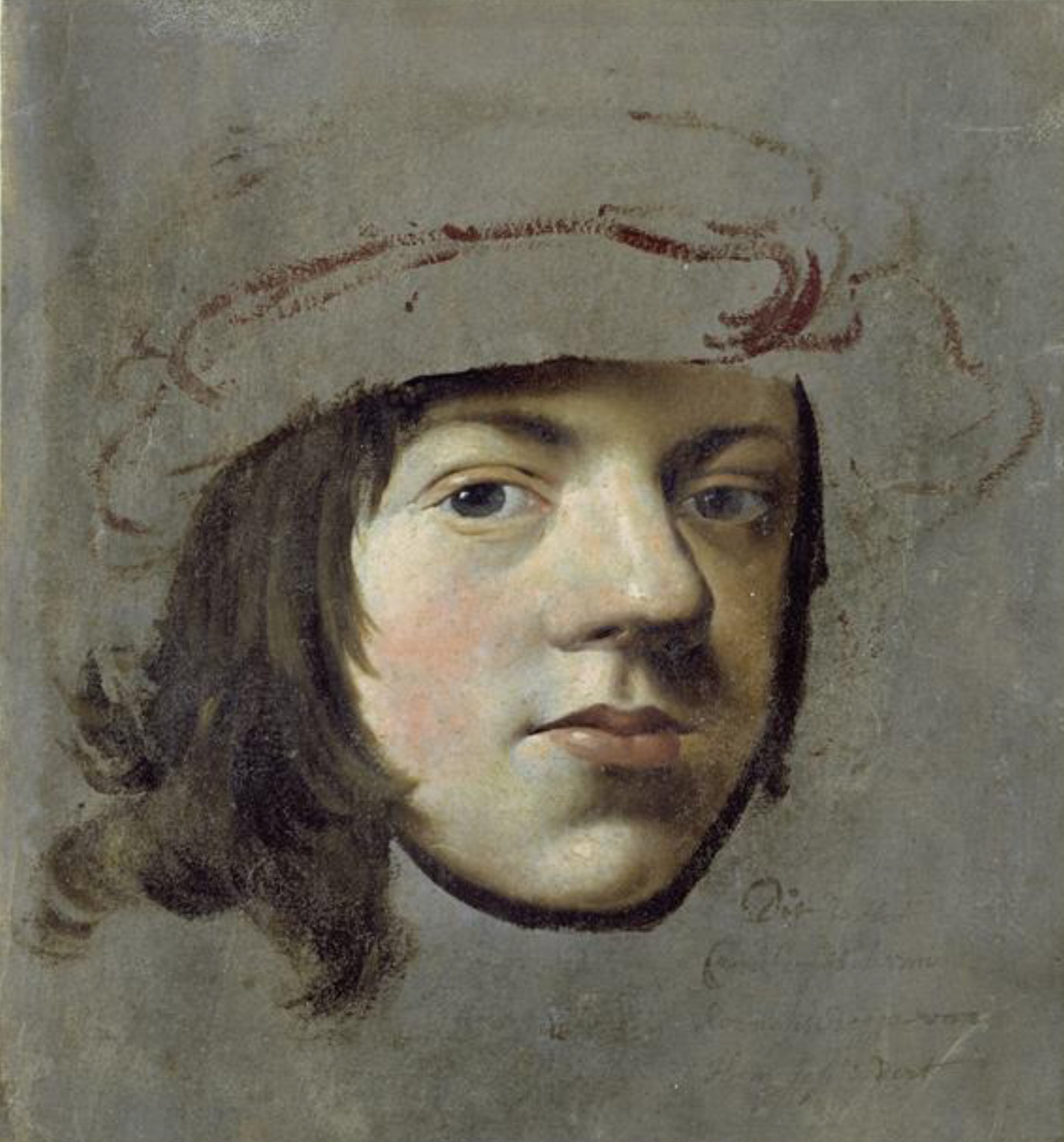
Autorretrato (inacabado), óleo sobre papel, 18,7 x 17,2 cm, Hamburgo, Kunsthalle.

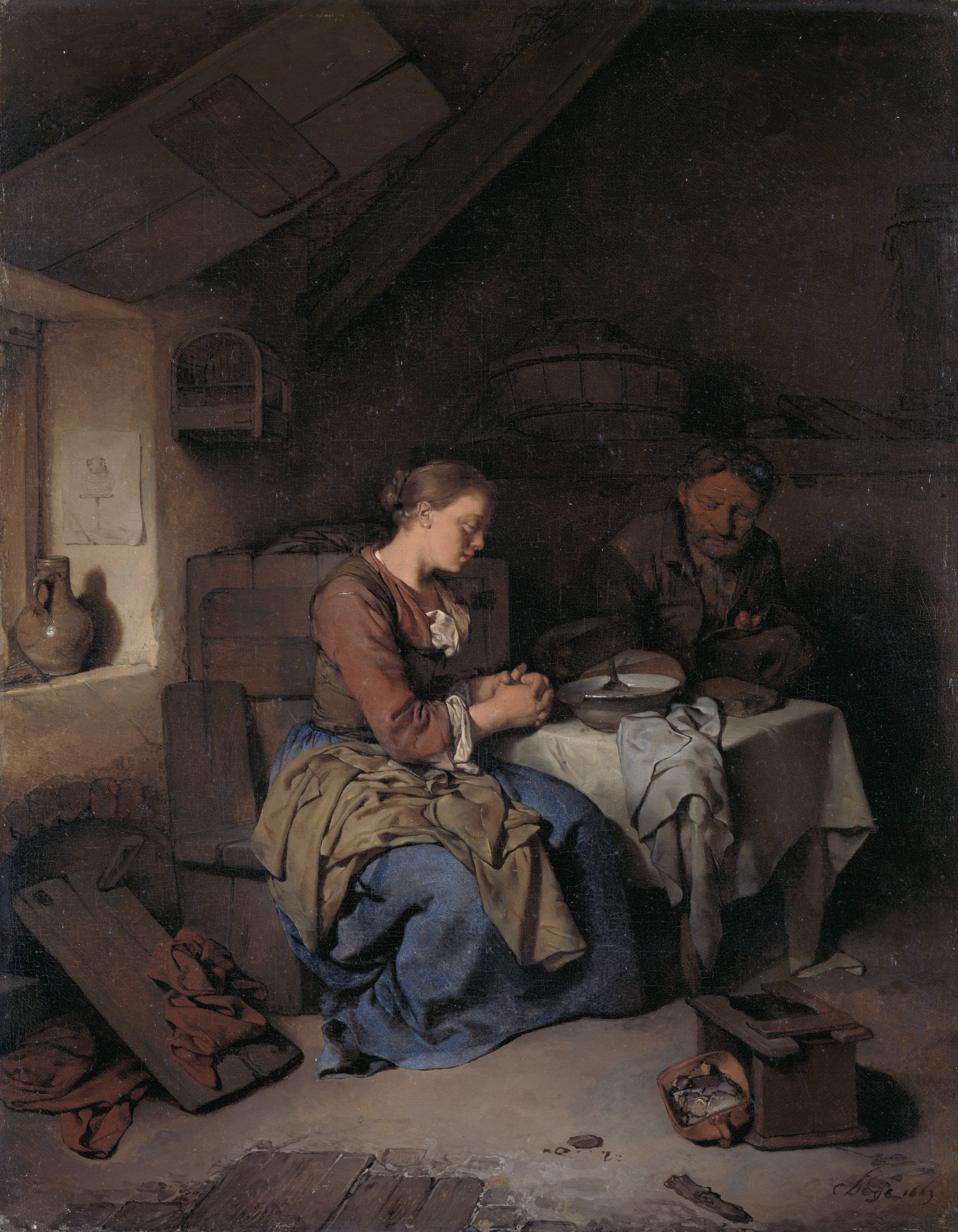
Plegaria (La bendición de la mesa), óleo sobre lienzo, 37,5 x 30 cm, Ámsterdam, Rijksmuseum.

Cornelis Pietersz. Bega (Haarlem, c. 1631/1632-1664) fue un dibujante, grabador y pintor barroco neerlandés. 

## Biografía y obra
Miembro de una familia de artistas, como hijo de Pieter Beginj, orfebre, y de María Cornelisdr., hija ilegítima de Cornelis Cornelisz. van Haarlem, en cuya casa vivían, se cuenta con pocos datos para trazar su biografía. 
Según Arnold Houbraken fue el «primer y mejor» aprendiz de Adriaen van Ostade. A comienzos de 1653 viajó a Alemania y, en compañía de Vincent Laurensz. van der Vinne y Guillam Du Bois, recorrió Fráncfort, Heidelberg y Estrasburgo antes de pasar a Suiza para encontrarse de regreso en Haarlem en junio de 1653. En septiembre de 1654 ingresó en la guilda de San Lucas de Haarlem. Aquí falleció, según Houbraken víctima de la peste, y fue enterrado el 30 de agosto de 1664 en lla iglesia de San Bavón.
Como discípulo de Adriaen van Ostade fue pintor de escenas de género en pequeño formato, principalmente interiores de taberna y de humildes viviendas campesinas en situaciones cotidianas: La bendición de la mesa (versiones en el Rijksmuseum y en el Museo del Ermitage de San Petersburgo); Madre amamantando a su hijo (colección privada de París)... Músicos y bebedores, fumadores y danzarines, hombres cortejando a doncellas o el doctor visitando a un enfermo son sus temas, a los que apenas cabe agregar algún retrato incluyendo un par de autorretratos dibujados o esbozados (Leiden, Universidad y Hamburgo, Hamburger Kunsthalle).
Su producción grabada suma unas 36 imágenes, de las que una decena son de poca ambición: figuras aisladas, de cuerpo entero o en busto. Sus grabados más relevantes son quince con escenas de grupo, entre los cuales acaso el más singular es Madre y bebé en una fonda (La mère au cabaret) por estar inacabado. Se suponía que Bega no pudo terminarlo al morir, pero ahora se cree que lo dejó «non finito» a posta, emulando grabados de Van Dyck y Rembrandt.